# Byron (Minnesota)
Byron is een plaats (city) in de Amerikaanse staat Minnesota, en valt bestuurlijk gezien onder Olmsted County.

## Demografie
Bij de volkstelling in 2000 werd het aantal inwoners vastgesteld op 3500.
In 2006 is het aantal inwoners door het United States Census Bureau geschat op 4511, een stijging van 1011 (28,9%).

## Geografie
Volgens het United States Census Bureau beslaat de plaats een oppervlakte van
3,7 km², geheel bestaande uit land. Byron ligt op ongeveer 383 m boven zeeniveau.

## Plaatsen in de nabije omgeving
De onderstaande figuur toont nabijgelegen plaatsen in een straal van 20 km rond Byron.